# マイク・ニューリン
マイク・ニューリン（Mike Newlin、1949年1月2日 - ）は1970年代のアメリカ合衆国プロリーグNBAのヒューストン・ロケッツなどで活躍した元バスケットボール選手。オレゴン州ポートランド出身、ユタ大学卒業。ポジションはシューティングガード、身長193cm、体重91kg。
ユタ大学卒業後1971年のNBAドラフトでヒューストン・ロケッツから全体24位指名を受けてNBA入り（ロケッツはこの年にサンディエゴからヒューストンに本拠地を移しており、ニューリンはヒューストン・ロケッツが初めて契約した新人選手となった）。以後、1979年にニュージャージー・ネッツに移籍するまでの8シーズンをロケッツで過ごす。ルーキーイヤーにはエルヴィン・ヘイズとプレイし、その後はカルヴィン・マーフィー、ルディ・トムジャノビッチらと組み、1970年代のロケッツはマーフィー、トムジャノビッチ、そしてニューマンのトリオを主力とし、ニューマンは1975-76シーズンに平均18.6得点5.6アシストをあげるなど主に得点面で活躍した。1976-77シーズンからはモーゼス・マローンも加わっている。
ネッツに移籍後はチームのリーディングスコアラーとなり、在籍した2シーズンいずれでも平均20得点以上をあげ、1980-81シーズンにはキャリアハイとなる平均21.4得点をあげ、また1試合でのキャリアハイとなる52得点も記録している。その後ニューヨーク・ニックスで1シーズン過ごした後、1982年に現役から引退した。
NBA11シーズンの成績は837試合に出場し、通算12,507得点2494リバウンド3364アシスト、平均14.9得点3.0リバウンド4.0アシストだった。